# Järntorget (företag)

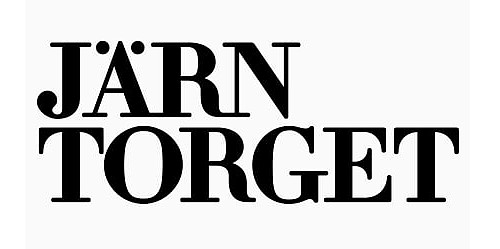

Järntorget är ett svenskt fastighetsbolag med säte i Sundbyberg.

## Historik
Järntorget grundades 1992 som ett familjeägd företag. Företagets första kontor låg vid Järntorget i Gamla stan i centrala Stockholm, därav namnet. År 2006 förvärvades byggmästarföretaget Abacus som grundades 1942 och år 2015 blev Järntorget delägare i husmodulstillverkaren Bomodul i Bodafors. 2018 hade bolaget omkring 70 medarbetare.

## Verksamhet
Kärnverksamheten omfattar bostadsutveckling, från markförvärv till färdiga fastigheter samt förvaltning av egna fastigheter. Verksamhetsområdet är Stockholms län och Uppsala län. 